# VIII edició de la Mostra de València
La VIII edició de la Mostra de València, coneguda oficialment com a VIII Mostra de València - Cinema del Mediterrani, va tenir lloc entre l'9 i el 18 d'octubre de 1987 a València sota la direcció de José Luis Forteza. A les 3 sales del Cine Albatros i als cinemes d'Or, Goya Metropol i les tres sales del Palau de la Música de València es van projectar un total de 160 pel·lícules i 30 curtmetratges: 22 a la secció oficial, 24 a la secció informativa, 15 a la secció especial, 13 a la retrospectiva dedicada a Michel Piccoli, 10 a la dedicada a Pablo del Amo, 7 del Panorama Europeu, 12 en homenatge a Mario Monicelli, 19 a la retrospectiva de cinema grec, 7 a sèries per la televisió, 9 a la secció infantil (dedicada a Juli Verne) i 15 dedicades al maig de 1968 (amb pel·lícules de Fassbinder i Godard). El cartell d'aquesta edició seria fet per Manuel Valdés Blasco i la mostra v tenir un pressupost de 50 milions de pessetes (45 milions de l'Ajuntament i 5 del ministeri de cultura) i fou visitada per 90.000 espectadors. La gala d'obertura fou presentada per Carme Conesa i Joan Monleón, es va homenatjar a l'actor Michel Piccoli i es va projectar La diagonale du fou de Richard Dembo.

## Pel·lícules exhibides

### Secció oficial
- Cri de pierre d'Abderrahmane Bouguermouh [4]
- Awdat mowatin de Mohamed Khan
- Zaman Hatem Zahran de Mohamed El Naggar
- Caín de Manuel Iborra
- Qui t'estima, Babel? d'Ignasi P. Ferré i Serra
- La senyora de Jordi Cadena i Casanovas
- Poussière d'ange d'Édouard Niermans
- L'Été en pente douce de Gérard Krawczyk
- I fotografia de Nikos Papatakis
- Flash de Doron Eran
- Notte italiana de Carlo Mazzacurati
- Le lunghe ombre de Gianfranco Mingozzi
- Oficir s ružom de Dejan Šorak
- L'Homme voilé de Maroun Bagdadi
- La compromission de Latif Lahlou
- A Moura Encantada de Manuel Costa e Silva
- Waqai' Al-Aam Al-Mouqbil de Samir Zikra
- Al-Taqreer de Duraid Lahham
- Anayurt Oteli d'Ömer Kavur
- Ses de Zeki Ökten
- Leptomereia stin Kypro Paníkos Chrysanthou

### Secció informativa
- Dhe vjen një ditë de Vladimir Prifti
- Kur hapen dyert e jetës de Rikard Ljarja
- Të mos heshtësh de Spartak Pecani
- Shirat e vjeshtës de Spartak Pecani
- Ilo Tsy Very o Mad 47 de Solo Randrasana ,
- Tabûnat al-sayyid Fabre d'Ahmed Rachedi
- Zawgat ragol mohim de Mohamed Khan
- Tu novia está loca d'Enrique Urbizu
- Cœurs croisés de Stéphanie de Mareuil
- Jeux d'artifices de Virginie Thévenet
- Le Grand Chemin de Jean-Loup Hubert
- La Femme secrète de Sébastien Grall
- Sale Destin de Sylvain Madigan
- I nichta me tin Silena de Dimitris Panayotatos
- Storia d'amore de Francesco Maselli
- Strategija svrake de Zlatko Lavanić
- Kraljeva završnica de Živorad Tomić
- Nabe'e alatal'al daïm d'Ali Nassar
- Repórter X de José Nascimento
- Uma Rapariga no Verão de Vítor Gonçalves
- Aaahh Belinda d'Atıf Yılmaz
- Değirmen d'Atıf Yılmaz
- Davacı de Zeki Ökten

### Secció especial
- Les Hors-la-loi de Tewfik Farès
- Rai de Sidi Ali Fettar
- Al-yawm al-Sadis de Youssef Chahine
- Barrios altos de Luis García Berlanga
- L'acte d'Héctor Fáver
- Quimera de Carlos Pérez Ferré
- Un amour à Paris de Merzak Allouache
- El exilio de Gardel (Tangos) de Fernando Solanas
- Jean de Florette de Claude Berri
- To Dendro pou pligoname de Dimos Avdeliódis
- La famiglia d'Ettore Scola
- Il caso Moro de Giuseppe Ferrara
- Singolo de Francesco Ranieri Martinotti
- Urs al-Jalil de Michel Khleifi

## Jurat
Fou nomenada presidenta del jurat l'actriu espanyola Amparo Rivelles i la resta de membres foren el crític nordcatalà Marcel Oms i Verdaguer, el director italià Emidio Greco, el director egipci Tewfik Saleh, el director grec Dimitris Panayotatos, l'algerià Amar Chettibi i l'escriptor turc Onat Kutlar.

## Premis
- Palmera d'Or (1.000.000 pessetes): Poussière d'ange d'Édouard Niermans [6]
- Palmera de Plata (600.000 pessetes): I fotografia de Nikos Papatakis
- Palmera de Bronze (400.000 pessetes): 
  - Anayurt Oteli d'Ömer Kavur 
  - Notte italiana de Carlo Mazzacurati
- Premi Pierre Kast al millor guió: Jacques Audiard i Alain Le Henry per Poussière d'ange
- Premis de sèrie de TV: Desert. Dues mencions:
  - Lorgan de Llorenç Soler 
  - Era Uma Vez Um Alferes de Luís Filipe Costa
- Mencions especials:
  - Fiorenzo Carpi, per la música de Notte italiana de Carlo Mazzacurati 
  - Champagne amer de Ridha Béhi ,
- Menció al millor actor: Aris Retsos i Christos Tsangas per I fotografia de Nikos Papatakis
- Menció a la millor actriu: Ksenija Pajić per Oficir s ružom de Dejan Šorak